# 武冈城墙

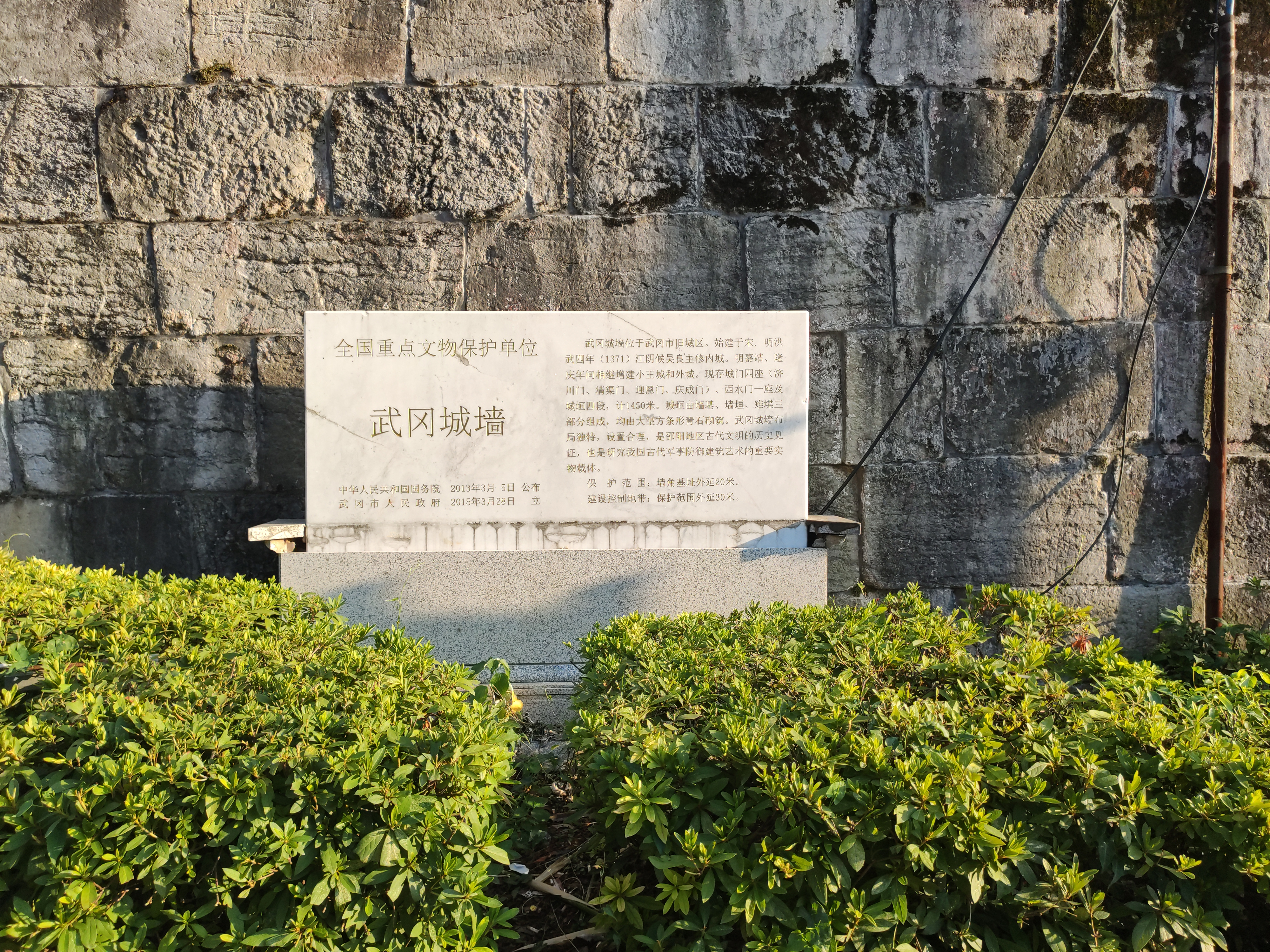
武冈城墙国保碑

武冈城墙，位于中国湖南省武冈市。武冈城墙全长5874米，现存1450米（内城、外城各存两段）。1961年，武冈城墙公布为武冈文物保护单位；2006年，公布为湖南省文物保护单位；2013年5月，公布为全国重点文物保护单位。

## 历史
东汉元嘉元年（151年），汉桓帝遣窦应明伐蛮，并在筑城守御。此为武冈城垣之始。北宋时，夯土筑城。元末，宋城墙毁于战火。
明洪武四年（1371年），江阴侯吴良主持修建武冈内城（大王城），改土城为石城，长774丈，高2丈；此时城墙设有四门，东曰宣恩门，西曰定远门，南曰济川门、北曰迎祥门。正德三十年（1518年），知州龚震，开辟新南门。
嘉靖二十九年（1550年），岷康王朱誉荣建小王城，长270丈。隆庆元年（1567年），时任宝庆府同知段有学、武冈知州蒋时谟增筑外城。
1970年代無產階級文化大革命期間，城墙大部分被毁。

## 形制
武冈城墙的一个特点是墙体内外皆为巨石结构，而非内夯土外包城砖结构。
武冈城墙原有13座城门，现存城门4座，分别为济川门（南）、清渠门（西）、迎恩门（东）、庆成门（西南），另存西水门一座。四座城门上原均有城楼，现仅存济川门之上的宣风楼。